# Klokan Calabyův
Klokan Calabyův (Thylogale calabyi) je menší druh klokana z rodu Thylogale, který je endemický Papui Nové Guineji.

## Systematika
Tento druh byl původně byl považován za konspecifický (tzn. náležící ke stejnému druhu) ke klokanu uruovi (Thylogale brunii). Australský mamalog Tim Flannery však v roce 1992 publikoval studii, ve které klokana urua označil za druhový komplex a rozdělil jej hned do 3 druhů. Vedle zmíněných dvou klokanů to byl ještě klokan Brownův (Thylogale browni). Studie DNA z roku 2010 nicméně upozornila na to, že některé populace T. browni a T. calabyi si jsou bližší než některé populace T. calabyi, což napovídá tomu, že současné taxonomické rozdělení bude potřeba ještě trochu upravit.

## Výskyt
Jedná se o horský typ klokana známý pouze z několika horských lokací z Papui Nové Guineji. K těm patří oblastech kolem Pureni, hor Mt. Albert Edward (Centrální provincie) a Mt. Giluwe (provincie Southern Highlands) v nadmořské výšce nad 3000 m n. m., a výšinách Kaijende (provincie Enga), kde obývá oblasti s nadmořskou výškou přes 2300 m n. m. Populace z Mt. Wilhelmu je patrně vyhynulá následkem nadměrného lovu.

## Biologie
O druhu to není příliš známo. Váží snad kolem 2–4 kg. Stanoviště druhu tvoří subalpínské traviny při okrajích horských deštných pralesů.

## Ohrožení
Mezinárodní svaz ochrany přírody hodnotí klokana Calabyova jako ohrožený druh. Klokan obývá geograficky malou plochu a jeho populace je navíc roztříštěna jen do několika nevelkých lokací. Habitat druhu degraduje následkem pokračujícího ničení zdivočelými prasaty a dospělci čelí silnému tlaku lovců z místních komunit.